# 鳴門市第一中学校
鳴門市第一中学校（なるとし だいいちちゅうがっこう）は、徳島県鳴門市撫養町南浜にある公立の中学校。
通称「一中（いっちゅう）」。

## 概要
サッカー部が強豪として徳島県内では知られている。

## 沿革
- 1947年 - 徳島県鳴南市撫養中学校を創立。
- 1947年 - 鳴門市撫養中学校と改称。
- 1948年 - 徳島県鳴門市第一中学校と改称。
- 1967年 - 鳴門市立大津中学校と合併統合。
- 2020年 - 耐震基準に合致の新校舎建設、供用開始。

## 学校目標
知・徳・体の調和がとれた、人間性豊かな生徒を育てる。我が国及び国際社会の一員としての自覚にたち、人権を尊重し、自主的・自律的、創造的能力に富んだ未来を切り拓く力を持つ生徒を育てる。

## 校歌
- 作詞：宮本村雄 / 作曲：近藤良三

## 出身者
- 里崎智也 - 元プロ野球選手
- 石上泰輝 - プロ野球選手

## 通学区域が隣接している学校
- 鳴門市第二中学校
- 鳴門市鳴門中学校 （海を挟んで隣接。）
- 鳴門市瀬戸中学校
- 鳴門市大麻中学校
- 松茂町立松茂中学校